# 앨런 셰자르
앨런 셰자르(영어: Alan Schezar)는 스타크래프트 종족인 테란의 영웅인 유닛이며 골리앗 영웅이다. 나이는 29세이다.

## 작중 행적
앨런 셰자르는 세자르의 청소부단이란 테란 해적단의 두목으로 정식 테란 미션에 등장하지않는다. 엔슬레이버즈에서도 등장하지않고 언급만 되는 인물이다. 엔슬레이버즈의 후속작인 다크 벤전스에서 본격적으로 등장하는데 앨런 셰자르는 울레자즈의 부하로 나오며 테란뿐만 아니라 프로토스와 저그도 자신의 의지대로 조종하는 비범함을 보여주기도 한다. 다크 벤전스에서 앨런 셰자르는 플레이어가 케이다린 수정을 회수하느냐 아니면 세자르의 기지를 초토화하느냐에 대해 최후가 2가지로 다른데 케이다린 수정을 회수하면 나중에 앨런 셰자르는 울레자즈한테 세뇌를 당한 상태로 나온다. 사이언스 베슬이 사용하는 EMP 쇼크웨이브를 강화시킨 초강력 EMP 쇼크웨이브를 발사하는데 이건 적들의 프로토스 실드를 10분마다 증발시키며 아군 프로토스 실드는 전혀 영향을 안받는 초강력 EMP 쇼크웨이브이다. 하지만 제라툴이 이끄는 프로토스의 부대들이 사력을 다해 싸우고 앨런 셰자르는 제라툴에 의해 죽임을 당하면서 셰자르의 청소부단을 항복시키는 것으로 이것이 정식 설정이 된다. 셰자르의 기지를 파괴하면 제라툴이 알렌 셰자르를 브락시스 행성까지 추격하여 결전을 버리는데 제라툴이 울레자즈가 자신을 세뇌시키려 자폭 장치를 심어뒀던 것을 파괴하여 앨런 셰자르는 운좋게 살았고 제라툴에게 울레자즈의 음모를 모두 알린다. 이후의 후속화에서 앨런 셰자르의 배신에 분노한 울레자즈가 암살단을 보내 앨런 셰자르를 죽이자 분노한 세쟈르의 부하들이 제라툴의 프로토스와 연합해 울레자즈 휘하의 프로토스 부대들을 섬멸시킨다는 내용이다.

## 유닛으로서 능력치
앨런 셰자르는 체력:300/지대지 공격력:24/지대공 공격력:40/기본 방어력:3의 능력치를 가지며 일반 골리앗은 사거리가 6인데 앨런 셰자르의 골리앗은 사거리가 5로 더 짧다. 이는 1.08패치에서 일반 골리앗은 사거리가 5에서 6으로 늘어나는 상향 패치를 받았지만 앨런 셰자르한텐 적용되지 않았기 때문이다. 영웅 유닛으로서 능력치는 출중한 편으로 강력한 지대공 유닛이 된다.

## 같이 보기
- 스타크래프트
- 테란